# Dr.コトー診療所 (テレビドラマ)

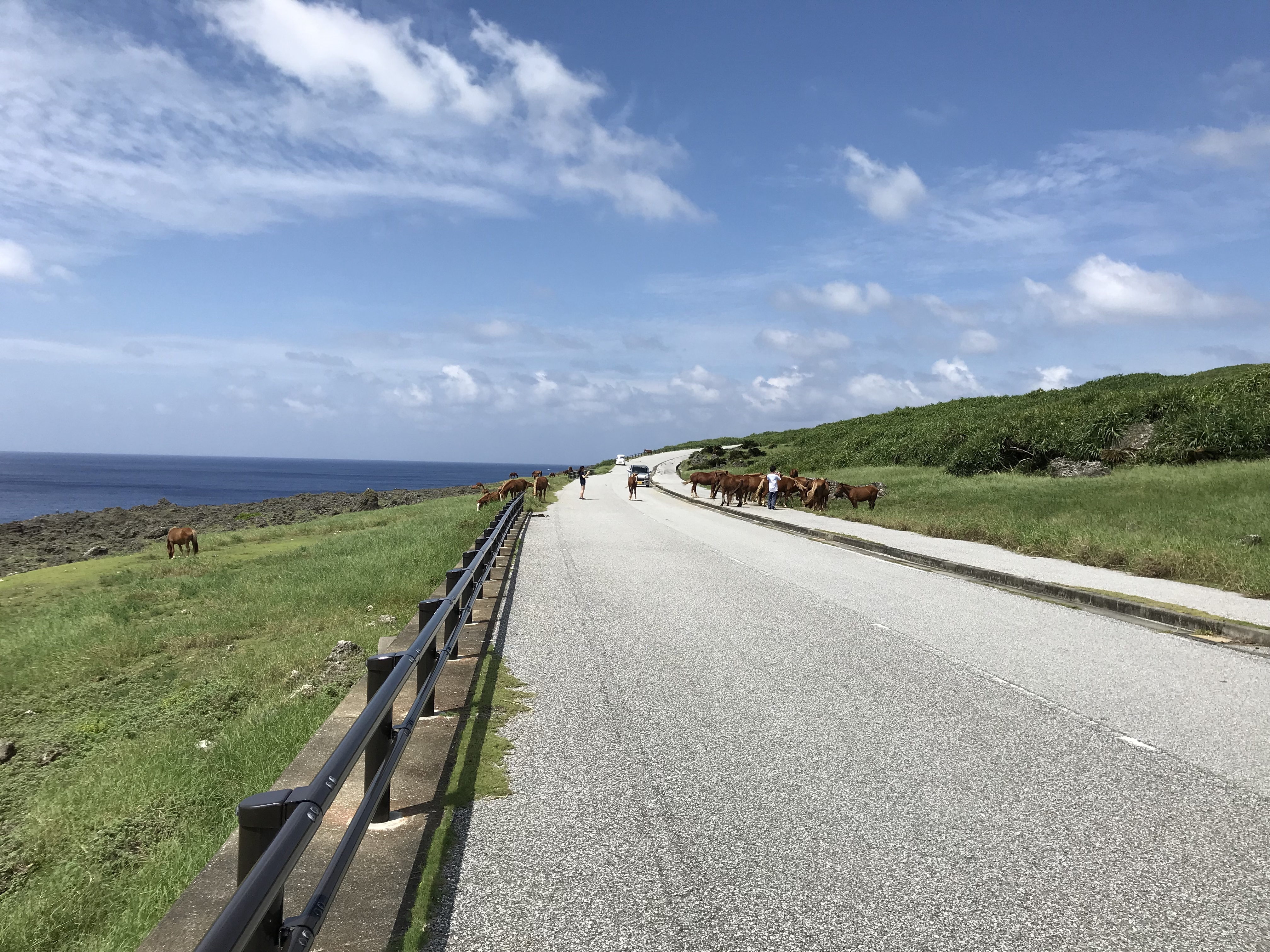
エンディングのロケ地「南牧場線」（与那国島）

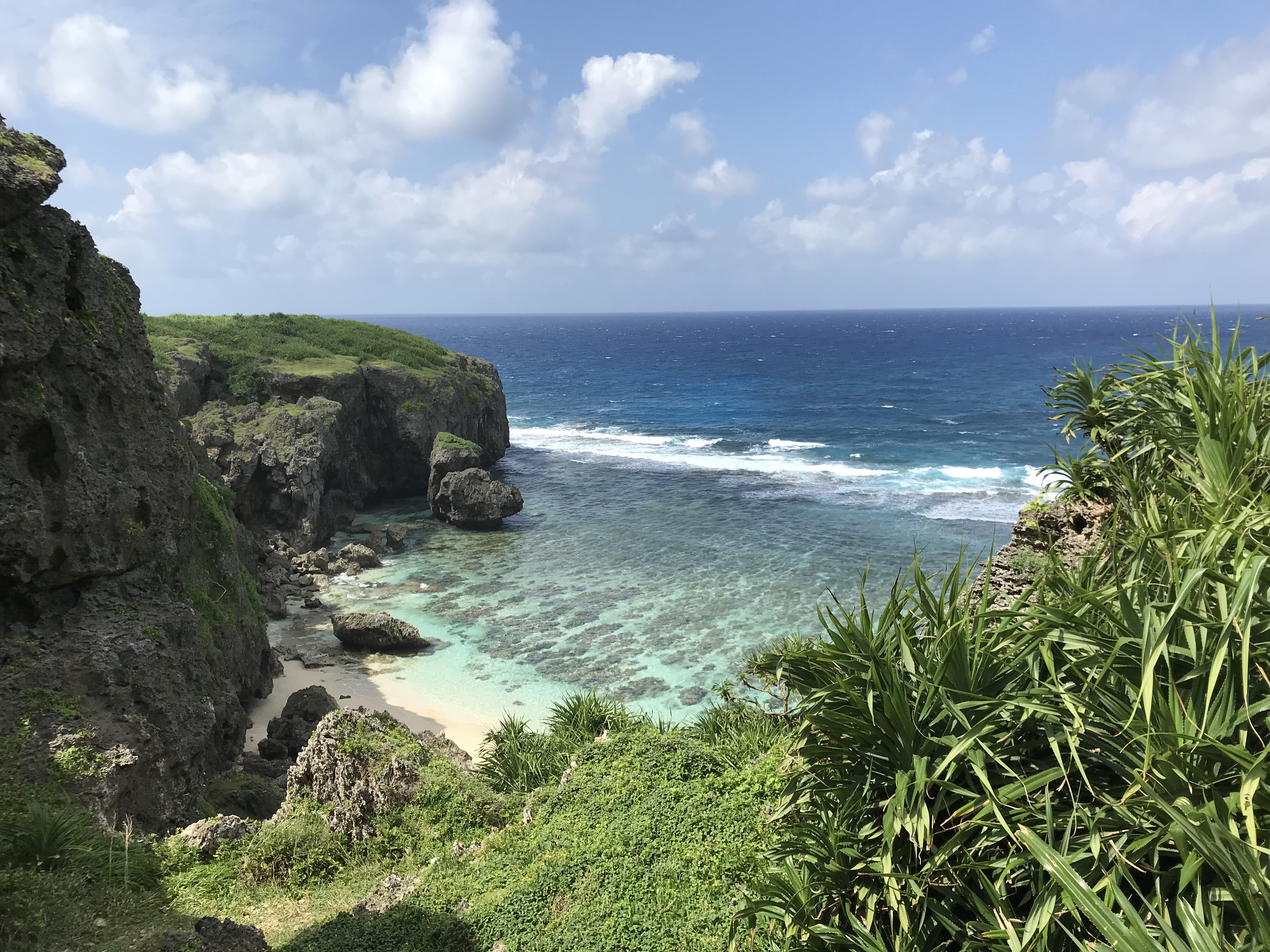
ロケ地「六畳ビーチ」（与那国島）

『Dr.コトー診療所』（ドクターコトーしんりょうじょ）は、フジテレビ系で放送された日本のテレビドラマ。主演は吉岡秀隆。山田貴敏による同名の漫画を原作とする。
第1期は、2003年7月3日から9月11日まで毎週木曜日22時 - 22時54分に、「木曜劇場」枠で放送された。
2004年に『特別編』と『Dr.コトー診療所2004』が放送された。
第2期は、2006年10月12日から12月21日まで毎週木曜日22時 - 22時54分に、「木曜劇場」枠で放送された。
2022年、16年ぶりの続編が劇場映画として制作され、12月16日に公開された。

## 概要
第1期
沖縄県八重山列島にあるとされる架空の島志木那島（しきなじま）を主な舞台とするドラマ版『Dr．コトー診療所』は、2003年に連続ドラマとして第1期が制作された。ロケ地となった与那国島の自然が美しく、離島での過酷な医療状況とともに、島でのゆったりとした時間の流れや人間関係が情緒豊かに描かれている。また、都会から島にやってきた人の視点と島の人が外来者を見た視点が対照的に描かれ、時には誤解が生じたり、お互いを傷つけることもあるが、忘れてしまっていた大切なことにお互いに気付きはじめ、相互に影響しあいながら少しずつ信頼関係を築いてゆく姿が描き込まれている。
富良野塾出身である脚本家の吉田紀子と、主人公のコトー役の吉岡秀隆をはじめとする役者陣の演技や、演出家の中江功をはじめとするスタッフ陣、中島みゆきの主題歌や吉俣良の劇中音楽など、それまでの医療ドラマの視点とは異なる作品になっている。
ハイビジョン撮影作品であるが、本放送時は地上デジタル放送は行われておらず（2003年12月1日放送開始）、アナログ放送において4:3サイドカットで放送されている。
なおCS ファミリー劇場で、2021年5月1日に全話一挙放送された 。この際は地デジ同様の16:9比で放送された。
2022年11月15日より同年12月16日公開予定の劇場版を前に『Dr.コトー診療所特別編』を除く、第1期の全11話から2004の前編・後編、第2期の全11話の全24話をフジテレビ『メディアミックスα』枠にて再放送することが決定した（フジテレビ系列ローカル局では上記の放送開始日と異なる）。

特別編
2004年1月9日、1月10日の2夜連続でフジテレビ系列の新春ドラマスペシャルとして放送された。
志木那島での新撮場面にはコトーと和田、島の少年たちの他にはレギュラー出演者は登場しないが、Dr.コトー診療所2004、第2期に繋がる貴重な新録内容となっている。
この作品はDVD化はされておらず地上波での再放送もされていないが、フジテレビオンデマンドで配信されている。なお、CS ファミリー劇場の一挙放送枠で第1期最終回の後、2021年5月1日に二部連続で放送された 。
2022年11月16日、劇場版公開に先立ち発売されたコンプリート版DVD/Blu-ray BOXに初めて収録された。
Dr.コトー診療所2004
2004年11月12日、11月13日に2夜連続のドラマスペシャルとして放送された。2003年第1期の続編として完全新撮されたもので、コトーの身近な人たちを襲う悲劇や苦渋の選択をする姿が描かれている。尚、当初の放送予定は10月であったが、相次ぐ台風のため収録に手間取り、放送が遅れる経緯があった。
この作品も長らく地上波での再放送がされていなかったが、2020年6月18日より7月9日まで『特別編』として毎週木曜日22時 - 22時54分に、「木曜劇場」枠で4回に再編集して放送された。
2022年11月15日より同年12月16日公開予定の劇場版を前にDr.コトー診療所特別編を除く、第1期の全11話から2004の前編・後編、第2期の全11話の全24話をフジテレビ『メディアミックスα』枠にて再放送することが決定した（フジテレビ系列ローカル局では上記の放送開始日と異なる）。

第2期
『Dr.コトー診療所2004』の続編。同じタイトルバック（1話のみ映像の上にタイトル）、同じエンドバックが使用された。なお、前シリーズでは、夏のシーンが夏に放送されただけだったが、このシリーズではドラマ中で、春から冬（12月）までの四季の移り変わりが描かれた。
2022年11月15日より同年12月16日公開予定の劇場版を前にDr.コトー診療所特別編を除く、第1期の全11話から2004の前編・後編、第2期の全11話の全24話をフジテレビ『メディアミックスα』枠にて再放送することが決定した（フジテレビ系列ローカル局では上記の放送開始日と異なる）。

## あらすじ
第1期
東京の大学病院で外科医をしていた五島健助が星野正一とともに漁船に乗り込み、本土（沖縄本島）から6時間かかる志木那島をめざして洋上を行くところからドラマは始まる。それは島の診療所に常駐してくれる医師を長年さがし続けている志木那村役場の民生課長星野の要請だった。星野の娘で看護師の彩佳や役場の職員で診療所事務長の和田をスタッフとして張り切る五島だったが、それまでの経緯から島の医師を信用しない島民らは全く診療所に寄りつかない。最初の患者となった島の少年から感謝のしるしとして贈られた診療所の旗に「ドクターコトー診療所」と記されていたため、以来五島は島民からコトーと呼ばれることになる。コトーの医師としての技量の確かさと誠実な人がらはしだいに島民らに受け入れられ、交流を深めていった。そんななかコトーが大学病院を辞めるきっかけとなった医療事故の関係者巽謙司が来島し、最終話に向けて島民を巻きこむ大波乱となる。
特別編
志木那島で新年を迎えたコトーのもとに三上医師からの手紙が届く。大学病院を辞した三上はコトーと同じように僻地医療を担うべく、北海道にある礼別島（れべつとう：架空の島）診療所に赴任していた。島の医師は自分1人という責任の重さと、島民に信頼されない焦りとの苦悩をつづった文面から、コトーは自分が初めて志木那島に赴任して来た頃を思い出していた。ここから2003年第1期の主要エピソードを再編集した内容が回想される。東京へ研修中の彩佳からお土産を貰う。それは「週刊アクセス」という雑誌。離島医療に携わるコトーと島の現状が掲載されている。もちろんこの記事は巽謙司が書いたものである。そしてコトーは三上に励ましの手紙を書く。三上は患者となった1人暮らしの老女との交流を通して島の医師としての手応えを掴んで行く。
Dr.コトー診療所2004
島を挙げての祭りのさなか星野昌代が家で倒れているのを、診療所から戻った娘の彩佳が発見した。コトーの緊急手術により一命を取り留めたものの、脳内出血の後遺症が残り、右半身が不自由になってしまう。昌代の異変に気付かなかったことで、夫の正一や彩佳は後々まで自分を責め続けることになる。一方、コトーに憧れ医師を目指す島の少年、原剛洋は島を出て東京の私立中学受験を決意する。漁師では充分な学資が得られないと考えた父の剛利は、漁船を手放し本土（沖縄本島）に出稼ぎに行く決断をする。
Dr.コトー診療所2006
本土から志木那島への船内で一人の女性が数人の男に絡まれ、仲裁に入った村長が突き飛ばされた衝撃で頭を強打。港で待機していたコトーらが診療所へ搬送する。理学療法士の資格取得のため上京した彩佳に代わり島の新たな看護師として赴任する予定の仲井ミナも成り行きから緊急手術に立ち会うが、初めて医療現場を直視したショックから気を失ってしまう。そんな折、彩佳が乳がんを患っていることが発覚。家族や島民に心配をかけまいと東京で独り手術を受けることを決意した彩佳であったが、主治医の鳴海から連絡を受けたコトーは電話で彩佳の本心を聞き、彩佳の手術のために東京へ赴く。自身の妻を執刀した過去を持つ鳴海より、身内同然の彩佳を執刀することへの覚悟を問われたコトーは一瞬動揺するが、手術は無事に成功。コトーは再び島の診療所でミナや和田らと共に、困難を乗り越え帰島する彩佳に思いを馳せては日々島民の治療に奮闘する。

## 出演者
ただし、原作と大幅に異なる部分が多い。

### 志木那島　主要人物

#### 志木那島診療所（ドクターコトー診療所）
五島健助（ごとうけんすけ） / Dr.コトー
演 - 吉岡秀隆
本作の主人公で医者。専門は外科。
東京の昭栄大学附属病院に勤めていたが、後述する医療ミスにより、医師としての自分を見つめ直したいと考え、大学病院を辞める。その後星野正一に招かれ、志木那島診療所に赴任する。船に乗る際は毎回船酔いに苦しむ。
最初の患者となった原剛洋に名乗った際に「ごとう」を「コトー」と聞き間違えられ、その後感謝の印として贈られた大漁旗にそのまま「ドクターコトー診療所」と書かれたものが掲げられたことで、島民からは一様に「コトー」「コトー先生」と呼ばれる。
島に来た当初は島民からの信頼を得られていなかったが、剛洋をはじめ島民に対する真摯な姿勢が次第に受け入れられていく。
だが、大学病院を辞めるきっかけとなった医療ミスが巽によって暴露され、さらにその後起きた巽と山下信一に対する手術の経緯から島民との関係に溝ができてしまう。診療所に退職願を置いて一度は東京に戻るが、東京まで駆けつけた原剛利らの説得を受け、島に戻ることを決める。
劇場版時点で志木那島診療所に勤めて19年が経過しており、その数年前に星野彩佳と結婚し一児をもうける。
星野彩佳（ほしのあやか）
演 - 柴咲コウ
志木那島診療所の看護師。正一と昌代の娘。
原剛洋を船上で手術したことからコトーに信頼を置くようになり、十分な設備がない診療所で、コトーの僻地医療を献身的にサポートする。島民がコトーに対して疑心暗鬼の目を向けていた時も、正一や和田とともにコトーを最後まで信頼し通した。
１期ではコトーとの間柄は単なる医師と助手のようだが、度々島を訪れる女性医師(とくに原沢咲)に対しては露骨に嫉妬し、スナック「まり」で愚痴をこぼす。後述する乳がん手術の時点ではかけがえのない人という認識となっていて、劇場版時点の数年前にコトーと結婚、妊娠7か月の姿で登場する。
脳出血で倒れた母・昌代の介護を手伝うことを決心し、理学療法士の資格を取る目的で上京するが、訪れた病院の検査で乳がんが発覚する。両親や島民に心配をかけまいとコトー以外に病気のことは伏せていたが、手術の必要性からコトーが伝えることとなった。主治医の鳴海とコトーによる手術で無事に島へ戻る。
和田一範（わだかずのり）
演 - 筧利夫
村役場の職員で志木那島診療所の事務員。コトーが診療所に来た時から赴任しており、点滴の手伝いやメモ書きなどコトーと彩佳の手術もサポートする。コトーの過去の医療ミスが公になり、役場の職員が手術の手伝いをすることが問題となったこともある。彩佳が乳がんと宣告され東京に行こうか迷っていたコトーを後押しした。写真を撮ることが好きでいつもカメラを首から吊り下げている。
仲依ミナ（なかいみな）
演 - 蒼井優（第2期）
彩佳の代理として志木那島に赴任した看護師。島への船内で怪我した村長の手術に立ち会うが、初めての手術で失神してしまう。最初は島民に受け入れてもらえなかった。志木那島診療所に赴任するきっかけとなったのは和田が撮った夕日の写真と看護師募集が記載されたチラシだった。夫に暴力を振るわれておりそこから逃げる目的もあって島に来たことが判明する。その後離婚し、和田と再婚する。

#### 島民たち（主要人物）
原剛洋（はらたけひろ）
演 - 富岡涼
小学4年生(第１期開始時点)で剛利の息子。コトーが島に赴任してから最初の患者となる。
虫垂炎と診断され、船上で緊急手術を受け一命を取り留める。以来、コトーに憧れ医者を目指すようになり、中学受験のため小学5年の頃に親戚を頼って上京する。
中学入学以降は周りの環境とレベルの違いに圧倒され、一時帰島した際コトーに「学校を辞めたい」と漏らすが、剛利の懸命に働く姿やコトーらの励ましで再び勉学に励む。入学祝いでコトーから贈られた古い辞書にある「Boys be ambitious」の言葉を大切にしている。
劇場版では28歳となり再び島に戻っている。
原剛利（はらたけとし）
演 - 時任三郎
剛宝丸の漁師で剛洋の父。妻を島の医者の誤診により亡くして以来、島の医者を信頼しなくなるが、次第にコトーの真摯な姿から信頼を寄せていく。コトーが医療ミスで島を出て行ったときは剛洋と共にコトーがいる東京まで迎えに行き、島民たちの本当の思いを伝える。その際に初めて「コトー先生」と呼ぶ。また船上で手術されたことでコトーに憧れ医者を目指す剛洋に、受験するなら親戚のいる東京でするように勧める。しかし漁師では十分な学費を稼げないと漁船の剛宝丸を売り本土に出稼ぎに行くが、同僚の怪我で借金していることが重雄らに伝わる。その後漁師仲間により取り戻された剛宝丸で、再び漁師として島で働き始める。剛洋の中学受験を何よりも応援している。茉莉子が亡くなった妻と同級生だったこともあり彼女の良き理解者である。

西山茉莉子（にしやままりこ）
演 - 大塚寧々
お食事処まりの経営者。島民、漁師仲間や自衛隊仲間などがやって来る憩いの場。夫と離婚後に島に戻ってきており、東京に息子がいる。その息子・竜一が島に一人で来ていると聞き最初はギクシャクするが、崖から転落して脾臓破裂の大怪我を負ってしまい、つる子から親子の大切さを知らされる。コトーにより手術は成功し東京に戻るまでの数日、親子の絆を深めた。剛利の亡くなった妻とは同級生で仲良しだったため剛利の理解者でもある。
内つる子（うちつるこ）
演 - 千石規子（第1期、2004）
村の長老で産婆。体が悪い島民には煎じ薬を作ってあげている。そんな折、腹部大動脈瘤により吐血し命の危機に陥るが、コトーの手術により一命を取り留めた。島民からは「内さん」と親しまれる。
安藤重雄（あんどうしげお）
演 - 泉谷しげる
漁業協同組合漁労長。正一の幼馴染。島の医者となったコトーを最初は信用しようとしなかったが、美容師として東京で働く娘のリカが未婚のまま妊娠して帰省した際に早産になった彼女を停電の中で懸命に処置をしたことで次第に信頼するようになる。しかし信頼していたがため、コトーに過去の医療ミスが明らかになった際は裏切られた想いが拭えず、漁協を代表して島を出ていって欲しいと伝えてしまう。だが、その不在で改めてコトーの存在の大きさに気づき、剛利に連れられ戻ってきたコトーを温かく迎え入れた。口が悪く意地っ張りな性格だが漁協のご意見番。島民からは「しげさん」と呼ばれる。
星野正一（ほしのしょういち）
演 - 小林薫
島にコトーを呼んだ村役場の民生課課長で彩佳の父で昌代の夫。コトーが過去の医療ミスを理由に退職届を置いて東京に戻っていったときは、引き止めることが出来なかった責任から胃を痛め吐血してしまう（のちに胃潰瘍と診断）。コトーの帰りを信じて本土の病院には行こうとせず、剛利と共に帰ってきたコトーに駆け寄り笑顔を見せた。また昌代が脳出血で倒れ、彼女の異変に気付くことができなかった後悔に苦しむが、コトーらの励ましでリハビリを献身的に行う。彩佳の乳がん告知と手術を伝えられ、あ然とし東京まで彼女の元に赴く。コトーとも知り合いである主治医の鳴海から話を聞くも「娘を安心して預けられない」とコトーに伝え、手術をしてほしいと昌代と共にお願いする。2006年12月21日の手術日に彩佳の入院する東京の病院に赴く。
星野昌代（ほしのまさよ）
演 - 朝加真由美
彩佳の母で正一の妻。故郷は兵庫県神戸だが、正一と結婚後に志木那島に住み始める。結婚26年目を迎える前日（それまで25年目の銀婚式と思っていた）の豊漁祭の日に頭痛を訴え、倒れているのを診療所から帰宅した彩佳に発見されコトーの元で緊急手術。左脳の脳内出血で一命を取り留めたものの歩行も会話も出来ず右半身が麻痺してしまう。また自分自身のせいで彩佳や正一、コトーらを苦しめていると思い、リハビリ用の字の練習ノートに「死にたい」と書いてしまう。しかしコトーの励ましで再び生きる気力を取り戻し、少しの会話・杖を使っての歩行・簡単な調理ができるまでに回復。彩佳の乳がんの手術が決まった時は正一から伝えられ涙するも、コトーに手術してほしいとお願いする。
坂野ゆかり（さかのゆかり）
演 - 桜井幸子
孝の妻、千賀の母。
シーズン１の第３話では、コトーに足のむくみから妊娠中毒症を疑われる。コトーから電話で相談を受けた咲は、母体の安全を優先するべきと意見するが、コトーは母子ともに救う道を模索し本土の産婦人科と連携してヘリコプターで母子を本土へと送り出す。
シーズン２の第７・８話では胃の変調を訴え、二人目の子供かとも思われたが、内視鏡検査の結果、胃に悪性腫瘍が見つかる。当初は外科手術による摘出で完治するものとコトーは説明したが、実際に開腹すると既に転移が広がりインオペで閉じるしかなかった。誰も告知はしなかったが、ゆかりは孝の挙動から事態を察知しコトーに真実を話してほしいと迫る。当初は治療せずに余命を過ごす方針だったが、千賀がお母さんに絵本を読んであげるというのを聞いて、千賀が絵本を自分で読めるようになるまで一日でも長く生きたいと願い、化学療法の適用を求める。
坂野孝（さかのたかし）
演 - 大森南朋
村役場の職員、ゆかりの夫で千賀の父。星野課長の下で働いており、星野が仕事を放り出すと坂野が後釜を狙っている（重雄談）と言われていることから係長であると思われる。
山下明夫（やましたあきお）
演 - 今福將雄（第1期）
農業を営む。島民たちからは「あきおじ」と呼ばれ親しまれる。そんな中、コトーから痩せていないかと言われ、後に便秘も判明し触診と検査でがんであることが発覚。また本土の病院ではなくコトーに手術してほしいと診療所で手術を行った。しかしがん細胞が腹膜、全身に転移していることが開腹して明らかになり手術は中断。家族には余命宣告されたが本人には「手術は無事、成功」と言われその後は自宅療養を行った。だが、病気が悪化し自宅で亡くなった。コトーに手紙とわらぞうりを贈った。亡くなる間際まで西瓜とわらぞうりを作り続けていた。邦夫の祖父で一夫の父。

#### 昭栄大学附属病院 関係者
原沢咲（はらさわさき）
演 - 石田ゆり子（第1期）
五島の元同僚で昭英大学附属病院の産婦人科医勤務。シーズン1にて志木那島に来島し明夫（あきおじ）の手術の助手をした。その際に「患者さんが助かって感謝されることはあっても、亡くなったときに感謝されることはめったにない」と話した。東京まで戻って来たコトーに、大学病院の医療ミスが公となったことを伝えられる。コトーが執刀した幹事長のオペの記者会見と志木那島からコトーの元にやって来た剛利と剛洋を目にした際には「あなたはあなたらしく生きるべき。あなたみたいな幸せな医者はいない」と伝える。
三上新一（みかみしんいち）
演 - 山崎樹範（第1期第10話〜最終回、特別編、第2期第10話〜最終回）
五島の元同僚で、昭英大学附属病院の消化器外科医に勤務。コトーが医療ミスを犯してしまうきっかけとなった当時はまだ新人であった。2人の急患を看護師のほかコトーと2人で診なければならなかっことととまだ新人だったために手術や麻酔のかけ方が分からなかったこと、コトーから「もうミスは勘弁してください」と言われプレッシャーを感じたことから患者の手当をせず逃げ出してしまう。シーズン1の最終回では幹事長の手術を志木那島からやって来たコトーの助手として行った。また幹事長の検査結果を偽ってコトーに伝えるが、手術は続行され無事終了した。その後コトーと居合わせ「医者として大切なこと」を伝えられる。特別編からは北海道礼別島診療所に勤務するがなかなか島に溶け込むことが出来ずコトーに手紙を贈る。彩佳の乳がんの手術で志木那島診療所を不在にすることになったコトーの代理としてやって来る。

#### 青華大学医学部附属病院 関係者
鳴海慧（なるみけい）
演 - 堺雅人（第2期）
医師、彩佳の主治医で、青華大学医学部附属病院の消化器外科医に勤務。コトーとは明林大学からの知り合いで、彩佳が鳴海の病院に乳がんの検査に来たことをコトーは鳴海からの電話で初めて知る。またコトーから彩佳の手術をすると伝えられた時に彼を自宅に連れて行く。数年前に妻の手術を担当したもののうまくいかず、妻は現在寝たきりの生活となっている。それ以降は“身内のオペはやめたほうがいい”とコトーに忠告。彩佳の手術では助けたいがために正気を失ったコトーに対し、目の前にいるのはただの乳がん患者だと声をかけ手術は無事終了。島の人間が家族のような存在とは信じられなかった。

#### その他の島民たち
山下家（明夫）
- 山下一夫（やましたかずお）

演 - 納谷真大
明夫の息子で邦夫の父・道子の夫、村役場の職員
- 山下道子（やましたみちこ）

演 - 森上千絵
一夫の妻、邦夫の母。
- 山下邦夫[注 6]（やましたくにお）

演 - 春山幹介
一夫、道子の息子。
坂野家
- 坂野千賀（さかのちか）

演 - 畠山彩奈（第2期）
孝、ゆかりの娘。
- 坂野和枝（さかのかずえ）

演 - 田畑ゆり
千賀の祖母で孝の母。
漁業関係者
- 元木渡（もときわたる）

演 - 山西惇
漁師
- 橋口俊（はしぐちしゅん）

演 - 塩谷瞬（第1期）
漁師
- 熊木圭介（くまきけいすけ）

演 - 熊耳宏之
漁師
- 脇田実（わきたみのる）

演 - 栗脇高志
漁師
- 南佑介（みなみゆうすけ）

東誠一郎
漁師
- 洋平（ようへい）

宮嶋剛史（第2期）
漁師
山下家（努）
- 山下努（やましたつとむ）

演 - 船木誠勝
春江の夫で信一と桃子の父。
- 山下春江（やましたはるえ）

演 - 高橋史子
努の妻で信一と桃子の母。
- 山下信一（やましたしんいち）

演 - 斉藤大貴（2004まで）／石川眞吾（第2期）
努、春江の息子で桃子の兄。
- 山下桃子（やましたももこ）

演 - 松本梨菜
努、春江の娘で信一の妹。
宮野家
- 宮野純平（みやのじゅんぺい）

演 - 池田晃信
真由美の息子。
- 宮野真由美（みやのまゆみ）

演 - 谷本真美
純平、真人の母。
- 宮野真人（みやのまさと）

演 - 細田よしひこ（第2期）
真由美の息子で純平の兄。
小沢家
- 小沢信二（おざわしんじ）

演光石研（2004、第2期）
小百合の夫でひなの父。
- 小沢小百合（おざわさゆり）

演 - 神野三鈴（2004、第2期）
信二の妻でひなの母。
- 小沢ひな（おざわひな）

演 - 尾崎千瑛（現:尾崎由香）（2004、第2期）
信二、小百合の娘。
その他
- 中村三郎（なかむらさぶろう）

演 - 坂本長利
志木那村村長
- 中村悠子（なかむらゆうこ）

演 - 大後寿々花
剛洋の同級生。
- 川畑夏美（かわばたなつみ）

演 - 大畑稚菜
剛洋の同級生。
- 山下茂（やましたしげる）

演 - 松田史朗
- 山下巌（やました）

演 - 谷津勲
- 原秀雄（はらひでお）

演 - 妹尾正文（第2期）
剛洋の叔父
- 原和子（はらかずこ）

演 - 増子倭文江（第2期）
剛洋の叔母

### ゲスト

#### 第1期（2003年）
第1話 「美しい南の島から、心温まる感動の物語（そこに、人が生きている）」
- 笠井光江 - 箕浦康子

第2話 「故郷で暮らす母へ」
- 内誠（本土在住・内つる子の息子） - 國村隼

第3話 「赤ちゃんを助けて」
- 坂野達郎（孝の父） - 高橋征郎
- 坂野和枝（孝の母） - 田畑ゆり
- 高村（自衛隊病院 職員） - 中根徹

第4話 「病気を診るな、人を診ろ」
- 芦田ゆき（原沢咲の高校時代の後輩・医師） - 木村佳乃（第5話）
- 芦田雄一郎（ゆきの父・代議士） - 竜雷太（第5話）
- 安部純一（芦田の秘書） - 井澤健（第5話）
- 安部広子（安部純一の母） - 白川和子（第5話）
- 杉本竜一（西山茉莉子の東京に住む息子） - 神木隆之介（第5 - 7話）[注 7]

第5話 「手術で治せない病」
- 柏木秀一 - 宇崎慧

第7話 「巣立ち」
- 安藤リカ（安藤重雄の東京に住む娘） - 伊藤歩
- 古川徹（安藤リカの結婚相手） - 柏原収史

第9話 「暴かれた過去」
- 巽謙司（週刊アクセスの記者） - 津田寛治（第10話）
- 巽久美子（謙司の妹） - 浅見れいな（第10話）

第10話 「この島を出て行け」
- 三上新一（五島の元同僚・昭英大学附属病院消化器外科医） - 山崎樹範（最終話）

最終話 「新たな旅立ち」
- 奥村史朗（昭英大学附属病院消化器外科教授） - 大和田伸也
- 熊谷英夫（昭英大学附属病院の患者・幹事長） - 勝部演之

#### 特別編（2004年）
- 三上新一（北海道の礼別島診療所の医師） - 山崎樹範
- 奥村史朗 - 大和田伸也
- 熊谷英夫 - 勝部演之
- 北見康代（礼別島診療所の看護師） - キムラ緑子
- 荻野ツネ（礼別島診療所の患者） - 大方斐紗子

#### Dr.コトー診療所2004（2004年）
- 小沢信二（教師） - 光石研
- 小沢小百合（信二の妻） - 神野三鈴
- 小沢ひな（信二の娘） - 尾崎千瑛

#### 第2期（2006年）
第1話 「二人の約束」
- 茂田徳郎（剛利の元同僚） - 北見敏之（第3 - 4話）

第2話 「最後の言葉」
- 山下左千夫 - 石橋蓮司（最終話[注 8]）
- 剛利の上司 - 大森博史（第4話）
- 島民 - 山田貴敏[注 9]

第3話 「秘密の贈り物」
- 開瑛中学の教師 - 大内厚雄

第4話 「父のあやまち」
- 宮野博（投資顧問会社勤務） - 山崎銀之丞

第9話 「愛を乞う者」
- 仲依知明（ミナの夫） - 忍成修吾

第10話 「失われた信頼」
- 三上新一 - 山崎樹範（最終話）

最終話 「逃れられぬ、医師の宿命」
- 五島沙知子 - 宮本信子

## ドラマシリーズ　スタッフ
- 脚本 - 吉田紀子
- 特別編 脚本協力 - 永田優子
- 原作 - 山田貴敏
- 音楽 - 吉俣良
- 主題歌 - 中島みゆき「銀の龍の背に乗って」（作詞・作曲：中島みゆき、アルバム「恋文」に収録）
- 挿入歌 - 柴咲コウ「思い出だけではつらすぎる」（作詞・作曲：中島みゆき、アルバム「蜜」に収録）（中島みゆき版では「恋文」に収録)
- 劇中歌（お食事処まりの店内で流れる） 
  - 中島みゆき「恋文」（作詞・作曲：中島みゆき、アルバム「恋文」に収録）
  - 中島みゆき「シュガー」
  - 中島みゆき「悪女」
- 技術・撮影 - 星谷健司、堀田満之（特別編、2004（2004では技術デスク））
- SW - 障子川雅則、菅野恒雄(2004)
- 撮影 - 佐々木肇、大野勝之、永野進、河野敬磨、和田篤・藤枝直人（第1期）、伊澤明男・森田修（特別編）、前田正道・板橋和也・横山大輔・熱田信（第2期）
- 撮影助手（最終回） - 阿部由美子、松井光太郎・西尾さやか・伴場匡（第1期）、東田博史(2004)、輿水卓・斉藤優司（第2期）
- 映像 - 小椋真人、槌谷聡、南雲幸平（録画も担当）、小田島健秀（特別編）
- 照明 - 富沢宴令、桑原伸也、清水智・黒井宏行・河村清太郎・高橋次男・藤沢勝（第1期）、吉川知孝・堀田耕二(2004)、渡辺啓史・安藤雅夫・松浦喬史・竹内吾依・高栖邦好（第2期）
- 音声 - 竹下博英・戸田裕生・鈴木岳登（第1期）、中村健太郎(2004)、市村雅彦・飯田智之(第2期)、山根剛、廣岡豊、谷部剛
- 録画 - 南雲幸平（第1期は映像）、横井甲児・山上祐樹（第2期）
- 編集 - 松尾浩、落合真子（第2期）
- 選曲（第1期）、ミュージックエディター（第2期） - 小西善行
- サウンドエディター（第2期） - 荒川望、梅村世紀
- ライン編集（第1期） - 高橋努、勝又秀行（第2期ではVTR編集）
- VTR編集 - 堀島里奈
- 音響効果 - 大河原将、原川優子・川原拓平（第1期）
- MA - 佐藤浩二、塩釜亮平・緒方美奈（第2期）
- 技術デスク - 一ノ瀬一（第1期）、堀田満之（特別編（特別編では技術）、2004）、江花佳恵（第2期）
- 編集デスク - 小泉義明、高橋努(第1期ではライン編集)
- 美術プロデュース - 関口保幸（第1期）、木村達昭（第2期）
- デザイン - 根本研二、坪田幸之（第1期）
- 美術進行 - 藤野栄治、宮崎淳一（特別編）
- 大道具 - 池田正直（第1期）、木村太一（特別編）、大地研之（第2期）
- 背景（第2期） - 新倉一彦
- 操作 - 竹田政弘（第1期）、谷古字稔（最終回）、佐藤大輔（第2期）
- 装飾 - 鎌田徳夫、野本隆行、鷲沢栄一・山科貴弘（第1期）、松岡本康（特別編）、渡辺康典（第2期）
- 持道具 - 山本恵、野口慎治郎（特別編）
- 衣装 - 水島愛子、山子美鈴・谷村未来（第1期最終回）、中野知美(2004)
- メイク - 内野晶子、西巻千代江（最終回）、井手奈津子（特別編）
- 特殊メイク（第2期） - 飯田文江
- 視覚効果 - 田村憲行、中山信男（特別編）、高橋信一・中溝雅彦（第2期）
- 電飾 - 森智、鈴木健也（第2期）
- アクリル装飾 - 青木順一
- アートフレーム - 江尻正、十亀明広
- 生花装飾 - 勝野純子（第1期）、牧島美恵（第2期）
- 植木装飾 - 原利安
- 特殊造型（第2期最終回のみ表記） - 田端恵、加藤聡、藤原カクセイ
- 建具 - 阿久津正巳
- CG - 冨士川祐輔、高橋美香・神保聡（最終回）
- 消え物（2004からはフードコーディネーターと表記） - 住川啓子
- 美術ロケスタッフ（第2期最終回のみ表記） - 仲嵩剛、與那覇英介
- タイトル - 久保田幸
- 日活大道具（第1期最終回） - 小林正、蒔野恭輔
- 背景作画(2004) - 山崎敬三
- 音楽プロデュース（第2期） - 千葉篤史
- 広報 - 田川龍介・石田卓子（第1期）、名須川京子（第2期）
- スチール - 得本公一
- 医療監修 - 片山雅彦（新東京病院）、菅井桂雄、菊地浩之、池辺宗三人、半田喜美也、坂間淳孝、赤川浩之、池田正規、北野孝満、花村泰範（与那国町診療所）、横室浩樹（東邦大学大森病院）、長尾建樹（東邦大学付属佐倉病院）
- 医療指導 - 川井真・小川太志・尾本健一郎・山本昌督（日本医大高度救命救急センター）、伊藤靖（いとう新検見川クリニック）、茨木保（いばらきレディースクリニック）、坪井正博（東京医科大学病院）、岩瀬哲（東京大学医学部附属病院）
- リバビリ指導 - 高井豊（森山リハビリテーリョン病院）
- 看護指導 - 石田喜代美、光永幸代
- エキストラ（第1期） - 草牛雅仁
- ホームページ（第2期） - 丸谷利一
- 車輌（最終回のみ表記） - 古市俊之、福田広幸、石島雄二、鈴木由紀子、津田郁代、村上誠一・佐藤智則・大井川晃一・佐藤尚誠（第1期）、三浦宗則（特別編）、吉田庸・水野良昭・横尾良孝・星名浩、柳沢彰人(2004)、齊藤順一・保母和彦・滝村正道（第2期）
- 撮影協力 - 与那国町漁業協同組合
- 原案協力 - 上阪泰幸、宇都宮紀子、山川恵一（学館「週刊ヤングサンデー」編集部）
- 取材協力 - 鹿児島県下甑村立（現：薩摩川内市）手打診療所、西秀人
- 協力 - 沖縄県、与那国町、日本航空、日本トランスオーシャン航空、JAL TRAVEL、沖縄テレビ放送、渋谷ビデオスタジオ、日活撮影所、映像サービス、琉球海運株式会社、エススリー、ブルーバック、エルエーカンパニー、FLT、八峯テレビ、共同テレビ、オドボーラーズ、センコー株式会社
- 構成協力 - 酒井雅秋（第2期）
- スケジュール - 森本和史（第1期）、田中孝幸（第2期）
- 演出補 - 高木健太郎・松山博昭・西坂瑞城・並木道子・宮木正悟（第1期）、小笠原直樹（特別編）、川村泰祐・松本喜代美・加藤崇・南明日香(2004)、緒方敬大・戸崎隆司・関野宗紀・高橋貴司・宮本智寛・宮崎豊・戸崎隆司・植木美帆・品田俊介・天久悠・住松拓三（第2期）
- 記録 - 曽我部直子・内田照代（第1期）、赤星元子・堤眞理子（第2期）
- 制作担当 - 高橋政彦（第1期）、松本幹之（特別編）、露崎裕之（第2期）
- 制作主任 - 豊島さおり・小松玄・伊達恵（第1期）、中山幹雄（特別編）、吉田知弘(2004)、羽出和也・島田雄司・稲川一男（第2期）
- 制作進行（最終回） - 千葉文香・小笠原由衣・武原久美（第1期）、佐藤尚誠(2004)、小田切悠・山田真紀人・井上真美子（第2期）
- 与那国ロケスタッフ（第2期最終回のみ表記） - 洲鎌亨、屋代真由美
- 制作助手(2004) - 達家由里子、長嶋俊彰、工藤元利
- 制作デスク（最終回） - 中村千帆
- プロデュース補 - 玉田祐美子（第1、2期）、柴田圭子、久野貴子（第1期）、梅原理栄（特別編）、百瀬由紀子・榮麻依子（第2期）
- プロデュース助手（第1期） - 池田匡夫、三竿玲子
- 協力プロデュース（第1期、特別編） - 東海林秀文、下山潤（特別編）
- 企画（第1期） - 杉尾敦弘
- 制作統括（第1期） - 大多亮
- プロデュース - 土屋健（第1期）、中江功・増本淳・塚田洋子（第2期）
- 演出 - 中江功・平井秀樹（第1、2期）、小林和宏（第1期）、高木健太郎（第2期）
- 制作著作 - フジテレビ

## 劇場版スタッフ
- 製作 - 大多亮、市川南
- 制作統括 - 臼井裕詞
- プロデューサー - 玉井宏昌、森谷雄、水戸理恵[9]
- 脚本 - 吉田紀子[9]
- 原作 - 山田貴敏『Dr.コトー診療所』（小学館）[9]
- 音楽 - 吉俣良[9]
- 助監督 - 関野宗紀
- 撮影 - 星谷健司、大野勝之
- 照明 - 富沢宴令
- 美術 - 棈木陽次
- 録音 - 石寺健一
- 編集 - 松尾浩
- 装飾 - 氏家智雄
- ヘアメイク - 内野晶子
- 衣裳 - 髙橋志織
- 持道具 - 植田えりこ
- 選曲 - 小西善行[9]
- 音響効果 - 赤澤勇二[9]
- VFXスーパーバイザー -菅原悦史
- スクリプター - 赤星元子
- 制作担当 - 豊島さおり、松村隆司
- ラインプロデューサー - 鈴木嘉弘
- 監督助手 - 安井陶也、井上卓馬、住友千浩、倉持美佳
- 撮影助手 - 二藤部武男、島田裕介、森山雄作、福本華央、阿部由美子、藤原健太郎、須原亜斗夢、森田亮、小西恵瑠、若井智史、大西湧介、中濱由唯
- ドローン撮影 - 酒井隆史、江嵜真悟
- データ管理 - 柴田真奈未
- 撮影機材管理 - 塩部宏、出倉智彰
- 技術コーディネート - 小椋真人、木村伸
- 特機 - 南好哲
- 特機助手 - 仁木雅
- 照明助手 - 佐藤太志、小野村宗則、山西博子、山田智輝、津保久夕
- 照明機材オペレーター - 岩田和弘
- 照明機材管理 - 野本明宏
- 録音助手 - 横山つかさ、荒武芙紗子、齋藤瑞穂、塩谷哲平
- フォーリーアーティスト - 大塚智子、井上奈津子、佐々木淳一、安藤彩
- 編集助手 - 中江光太郎
- 美術統括 - 木村達昭
- 美術プロデューサー - 三竹寛典
- 美術デザイン - 高橋泰代
- 美術助手 - 趙心智
- アートコーディネーター - 野宮昌志、藤野栄治
- 大道具 - 永井武、大地研之、内海靖之
- 大道具操作 - 原卓也、茂進
- 大道具操作助手 - 山木隼、田中裕士、宇津木史高、広瀬隆宏、酒井貴浩、和田幸政、谷古宇稔
- 大道具制作 - 江幡悦伸
- 大道具製作助手 - 瀬名波康之
- 大道具背景 - 新倉一彦、村山正俊
- 大道具背景助手 - 増田健太
- 装飾助手 - 星田和昭、宮原千枝、宮崎弦季、後藤らな
- 建具 - 岸久雄
- 電飾 - 谷口雅彦
- 電飾助手 - 佐藤信二
- 視覚効果 - 仁井田真希
- 視覚効果助手 - 片渕秋
- 小道具印刷 - 佐藤好治
- アクリル装飾 - 鈴木竜
- アクリル装飾助手 - 崎野実咲
- 植木装飾 - 後藤健
- 生花装飾 - 小柳幸絵
- アートフレーム - 十亀明広
- アートフレーム助手 - 曽根原潤
- フードコーディネーター - 住川啓子
- フードコーディネーター助手 - 和田祐季、渡邊桂輔
- ヘアメイク助手 - 西巻千代江
- 衣裳助手 - 藤本咲輝
- テレビシリーズデザイン - 根本研二
- 制作主任 - 吉田知弘
- 制作進行 - 鈴木彰悟、大倉愛恵、外間里音
- 制作経理 - 河井健一
- エキストラ担当 - 山口陽一郎
- ケータリング - 奥田恭平
- 車両担当 - 吉野実
- 制作車両 - 関口孝司、八木康明、神俊雄、菅野敦信
- アシスタントプロデューサー - 國安馨、髙橋奈央、宮崎大和
- タイトル - 大槻彩乃
- フィニッシングエディター - 勝又秀行
- フィニッシングエディター助手 - 庭林新太、酒川由美子
- ポスプロマネジメント - 溝口健志
- テクニカルディレクター - 石田記理
- カラーグレーディング - 山下哲司
- データコンフォーム - 松尾経子
- データマネジメント - 高橋勝裕
- オンラインエディター - 堤祐輔
- デジタルシネママスタリング - 新谷彩
- ラボコーディネート - 宮島沙緒理
- ラボマネジメント - 岡田浩二
- 東宝スタジオコーディネート - 立川千秋、早川文人、西野尾貞明
- スタジオエンジニア - 下總裕
- テクニカルサポート - 越真一郎

〈 株式会社1 〉
- リードコンポジター - 高階彩
- コンポジター - 田中勉、宮本美貴
- CGデザイナー - 小長井貴博、向井寛之、井川陽介
- VFXアシスタントプロデューサー - 岩井慶一

〈 株式会社イマージュ 〉
- VFXプロデューサー - 佐久章彦
- リードコンポジター - 池和田貴之
- コンポジター - 原玉絵、岩橋空也、後藤祐輔
- 医療特別協力 - 瀬戸上健二郎、齋藤学
- 医療監修 - 日本医科大学千葉北総病院　救命救急センター、原義明、小田有哉
- 医療指導 - 本村友一、利光靖子、船木裕、川口祐香理、杉井将崇
- 医療監修（協力） - 横瀬紀夫（日本医科大学千葉北総病院　血液内科）
- 産婦人科監修 - 茨木保（いばらきレディースクリニック）
- 乳腺外科監修 - 立花和之進（福島県立医科大学　乳腺外科学講座）
- リハビリ監修 - 髙井豊（森山ケアセンター・古川親水苑）
- 眼科監修 - 喜多美穂里（京都医療センター　眼科）
- 看護指導 - 石田喜代美、松島由貴子、耒谷幸代、大河原紗礼
- 警察監修 - 大澤良州
- 法律監修 - 室谷光一郎、堀ノ内佳奈

〈 サポートスタッフ 〉
- 演出部 - 加瀬聡
- スクリプター - 河野恵、村上律子、丹羽春乃
- 撮影部 - 三浦佑太、水上春、國兼祐花、岡本錬
- 特機部 - 大塚伸一、野川勝二、上野隆治、柳沢克幸、山内智史、市川修、佐藤遥香、松井零鳳、後藤泰親
- 照明部 - 萩原勝大、黒井宏行、渡辺啓司、児玉黎峰、田澤徳郎、大場佳祐、三好裕治、高橋幸司、桂明宏、野原健也
- 録音部 - 西山徹、小林理子、桜井秀一
- 大道具製作 - 小林壱成
- 大道具背景 - 伊藤則幸、江利川大、川島恵
- 装飾 - 千葉ゆり、百瀬貴弥、田中春
- 建具 - 松澤義紀、吉田真理
- 視覚効果 - 小熊雅樹
- アクリル装飾 - 早坂健太郎、白勢敦史
- フードコーディネーター - 藤田泰隆
- 与那国島美術 - 西新田毅
- ヘアメイク - 戸澤奈月
- 衣裳 - 朝羽美佳、吉村悠、杉本真寿美
- 持道具 - 村石幸二、廣田朋夏
- 制作部 - 東盛あいか、鈴木剛、山本礼二、松岡周作、清水さくら、荒巻春菜、井上純平
- 車両部 - 石井晴彦、大根田晃、徳川光宏、加文字義明
- 主題歌 - 「銀の龍の背に乗って」[10]歌・作詞・作曲：中島みゆき、編曲：瀬尾一三（ヤマハミュージョクコミュニケーションズ）
- 音楽 - 映画「Dr.コトー診療所」オリジナルサウンドトラック（ヤマハミュージックエンタテインメントホールディングス／ヤマハミュージックコミュニケーションズ）
- Strings - 弦一徹ストリングス、真部裕ストリングス
- Flute - 高桑英世
- Oboe - 森枝繭子
- Clarinet - 辻本美博
- Horn - 南浩之、丸山勉
- Percussion - 梯郁夫
- Harp - 朝川朋之
- 三線 - タナカアツシ
- Guitars - 狩野良昭
- Piano - 吉俣良
- Recording Engineer - 村瀬範恭
- Recording Studio - AVACO STUDIO Bunkamura Studio
- Musicians Coordinate - 池内理紗
- 音楽制作協力 - 丹羽浩之、大里和生、野村賢吾、米谷
- 宣伝プロデューサー - 近藤渉
- メディアプロモーション - 岡田直紀
- 紙WEBパブリシティ - 前田理沙、島崎真衣
- 電波パブリシティ - 鈴木友梨
- フジテレビ宣伝統括 - 渡邉朱織
- FNS宣伝統括 - 成戸真知子
- ローカル宣伝 - 似内陽介、山岸弘明、天野宗平、松成憲二、市原透、下城陸斗、宮原雅治
- タイアップ -  山口泰弘、藤原拓也
- 広告制作 - 眞田沙耶香
- グラフィックデザイン - 宮本尚男
- コピーライター - 後藤国弘
- 予告編ディレクター - 土子智美、生駒朱里
- 予告編制作進行 - 岩崎友佳
- 公式サイト - 前田秀彦
- オフィシャルライター - 森祐美子
- スチール - 菊池修、渡邉俊夫
- メイキング - 加藤祐一
- マーチャンダイジング - 石川さくら
- パンフレット - 北村幸子、阿部真美子
- 海外セールス - 浅野博子、髙木亮佑、中山佳子、遠藤通、迫田真司
- 企画協力 - 小田憲明／cobo
- 美術協力 - SHIGEOH、I・O DATA、brother at your side、医学書院、ちんだみ三線店、Forestway、ギャラリー四季株式会社、株式会社ニコン　ソリューションズ、NICHIRYO、アルインコ、OKI、NEXT、cerapockke、kubagnsaya、凛樹、メジカルビュー社、MOBARRENinc.、GST、BlueWater、研究社、ポプラ社、株式会社赤ちゃんとママ社、株式会社大修館書店、ナツメ社
- 持道具協力 - converse、TIGER、3M、SLOW&CO AUTHENTIC GOODS MAKER、AURORA、ZOJIRUSHI、audio-technica、BERING、OLIVER PEOPLES、R&Y RENTAL、ORiental TRaffic、HOSPIA、長瀬ランダウア株式会社、株式会社サン・フレイム、Vabushita GROUP、MILElSTO、Filer、Zoff、Dakata、PORTER
- 衣裳協力 - ナガイレーベン株式会社、L.L.Bean、a koloni、Milk tea、manana suerte、merlot、STUDIOUB、UNITED TOKYO、PUBLIC TOKYO、BILLABONG、wcloset、Nanea、niko and...、ROSEBUD、SUIT SELECT、ONLY、SUN SURF、アトリエanfan
- ヘアメイク協力 - MANARA、COVERMARK
- 医療協力 - テルモ株式会社、日本光電、MERA泉工医科工業株式会社、BRanp、MIZUHO、IMIアイ・エム・アイ株式会社、株式会社フジタ医科器械、DKK第一照明株式会社、ELP株式会社秋山製作所、フェザー安全剃刀株式会社、FRIGZ　日本フリッツメディコ株式会社、Next日本メディカルネクスト、株式会社キーラー・アンド・ワイナー、Ｅ、TSK株式会社タスク、株式会社ホギメディカル、いのちをつなぐ　メドライン・ジャパン合同会社、V TAL、大正医科器械株式会社、Sakase、SARAYA、白十字
- エキストラ協力 - トループ、クロキプロ、Storm Rider、麗タレントプロモーション、キャストマート、キャラJOB！、スカイアイ・プロデュース、ミライピクチャーズ、ボーダレス、オフィス・オーバ、アスタリクス、劇団ひまわり、ワタナベエデュケーショングループ、オスカープロモーション、稲川素子事務所、スペースクラフトジュニア、J-beans、与那国町の皆さま
- ロケーション協力 - 与那国町役場、与那国町観光協会、与那国町漁業協同組合、市原市、市原市舞鶴公民館、市原市舞鶴町会、日本電気計器検定所、南成興業、フェリーよなくに　合資会社福山海運､GENIEE、BRUSSELS、ヤング産業株式会社、帝京科学大学、きょなんまちピッカピカッ計画実行委員会
- 特別協力 - JAPAN AIRLINES、JTA、RAC
- 協力 - 与那国島、与那国町診療所、薩摩川内市下甑手打診療所、PPM、ドラゴンフライエンタテインメント、阪急阪神ロジパートナーズ、NKL、ビデオサービス、アカギヘリコプター、TITLE-AYA、バルクレンタカー、ニュートン、レンタルのニッケン、三交社、fmt、ACTO、フジパシフィックミュージック、SUMMIT Sound、Playful-Sound、東宝ポストプロダクションセンター、1inc.、image、IMAGICA、共テレ

〈「Dr.コトー診療所」制作委員会〉
- フジテレビジョン - 成河広明、堀治樹、橋詰知明
- 東宝 - 上田太地、江見威彦、稲垣優
- 配給 - 東宝[9]
- 製作 - フジテレビジョン、東宝、FNS27社[9][11]
- 制作プロダクション - アットムービー[9]
- 監督 - 中江功[9]

## 用語・ロケ地
与那国島（与那国町）
ドラマ・劇場版の舞台。八重山列島の島。八重山列島沖縄県の最西端に位置し、海が青く透き通る自然豊かな島。
志木那島（志木那村）
八重山列島にあるとされる架空の島。志木那島診療所や志木那島漁港、志木那村役場などドラマや劇場版などで名前が登場する。
志木那島診療所
2003年、ドラマ撮影のために建設された。コトー（五島健助）をはじめ彩佳、和田、ミナ（2006年）、判斗（劇場版）、美那（劇場版）が働き、島民が治療しにやって来る。ドラマ第1シーズンにてコトーの最初の患者となる剛洋から「ドクターコトー診療所」と書かれた旗を受け取る。現在は、有料の資料館として開放されている。
久部良漁港（与那国町漁業協同組合）
ドラマでは志木那島漁港として重雄、剛利たちが働くドラマロケ地。カジキマグロなどが水揚げされる。また施設の中には昼のみ営業だが食堂もある。日本最西端の港として日本で一番遅い夕日を見ることが出来る。
南牧場線
ドラマ（2003年 - 2006年）のエンディングや劇中にてコトー先生が自転車で走る海沿いの道路。ヨナグニウマが道路上を歩くこともある。
うぶたヌはまてぃ（六畳ビーチ）
ドラマ2004年、2006年第3話にて登場。剛洋と転校生ひなと共に来た「秘密の海岸」とも呼ばれる。柵なしの崖、転落に要注意。また崖降りや遊泳は禁止されている。
お食事処まり
ドラマから劇場版まで茉莉子が営む飲食店。島民の憩いの場所として漁師仲間たちもやってくる。個人宅を撮影に使用している。

## 放送日程

### 第1期
- 初回は30分拡大（22時 - 23時24分）。
- 第8話は『プロ野球 中日×巨人』中継に伴い30分に繰り下げられ、22時30分 - 23時24分に放送。
- 最終回は15分拡大（22時30分 - 23時39分）。『世界柔道2003』中継の為、30分繰り下げ。
- （「 」）内はDVD-BOXで改題されたタイトル。
- 第1期は平均・最高視聴率ともに2003年7月期の連続ドラマで1位となった。

| 各話                                                       | 放送日        | サブタイトル                                                        | 演出     | 視聴率 |
| ---------------------------------------------------------- | ------------- | ------------------------------------------------------------------- | -------- | ------ |
| 第1話                                                      | 2003年7月03日 | 美しい南の島から、心温まる感動の物語 （「そこに、人が生きている」） | 中江功   | 19.6%  |
| 第2話                                                      | 7月10日       | 故郷で暮らす母へ                                                    | 中江功   | 18.1%  |
| 第3話                                                      | 7月17日       | 赤ちゃんを助けて                                                    | 中江功   | 16.1%  |
| 第4話                                                      | 7月24日       | 病気を診るな、人を診ろ                                              | 小林和宏 | 17.7%  |
| 第5話                                                      | 7月31日       | 手術で治せない病                                                    | 小林和宏 | 19.4%  |
| 第6話                                                      | 8月07日       | 愛するわが子へ                                                      | 平井秀樹 | 17.2%  |
| 第7話                                                      | 8月14日       | 巣立ち                                                              | 中江功   | 15.6%  |
| 第8話                                                      | 8月21日       | 救えない命                                                          | 中江功   | 20.2%  |
| 第9話                                                      | 8月28日       | 暴かれた過去                                                        | 小林和宏 | 19.9%  |
| 第10話                                                     | 9月04日       | この島を出て行け                                                    | 平井秀樹 | 21.5%  |
| 最終話                                                     | 9月11日       | 新たな旅立ち                                                        | 中江功   | 22.3%  |
| 平均視聴率 19.0%（視聴率は関東地区・ビデオリサーチ社調べ） |               |                                                                     |          |        |

### 特別編
| 各話  | 放送日        | 演出     | 視聴率 |
| ----- | ------------- | -------- | ------ |
| 第1夜 | 2004年1月09日 | 平井秀樹 | 21.0%  |
| 第2夜 | 1月10日       | 平井秀樹 | 18.5%  |

### Dr.コトー診療所2004
| 各話 | 放送日         | サブタイトル                                                                    | 演出   | 視聴率 |
| ---- | -------------- | ------------------------------------------------------------------------------- | ------ | ------ |
| 前編 | 2004年11月12日 | 待望の最新作!親子愛・夫婦愛・家族の絆・コトーを襲う新たな試練                   | 中江功 | 22.7%  |
| 後編 | 11月13日       | 愛する人を襲う突然の病魔 その時…家族愛・夫婦愛・親子の絆・切なく優しい涙の別れ! | 中江功 | 23.3%  |

### 第2期(Dr.コトー診療所2006)
- 初回と最終回は30分拡大（22時 - 23時24分）。
- （「 」）内はDVD-BOXで改題されたタイトル。
- 第2期の初回視聴率は木曜劇場初回視聴率の歴代最高記録となり、最終回視聴率は2006年の連続ドラマ最終回視聴率1位となった。

| 各話                                                       | 放送日         | サブタイトル                              | 演出       | 視聴率 |
| ---------------------------------------------------------- | -------------- | ----------------------------------------- | ---------- | ------ |
| 第1話                                                      | 2006年10月12日 | 二人の約束                                | 中江功     | 23.2%  |
| 第2話                                                      | 10月19日       | 最後の言葉 （「それぞれの門出」）         | 中江功     | 21.5%  |
| 第3話                                                      | 10月26日       | 秘密の贈り物 （「忘れられた記念日」）     | 平井秀樹   | 21.6%  |
| 第4話                                                      | 11月02日       | 父のあやまち                              | 高木健太郎 | 22.3%  |
| 第5話                                                      | 11月09日       | 荒海に漂う命                              | 平井秀樹   | 21.9%  |
| 第6話                                                      | 11月16日       | 息子への誓い （「帰るべき場所」）         | 中江功     | 19.1%  |
| 第7話                                                      | 11月23日       | 命の期限                                  | 中江功     | 21.1%  |
| 第8話                                                      | 11月30日       | 幸福への決断                              | 中江功     | 21.8%  |
| 第9話                                                      | 12月07日       | 愛を乞う者                                | 高木健太郎 | 22.0%  |
| 第10話                                                     | 12月14日       | 失われた信頼 （「切り裂かれた夢」）       | 中江功     | 23.0%  |
| 最終話                                                     | 12月21日       | 逃れられぬ、医師の宿命 （「医師の宿命」） | 中江功     | 25.9%  |
| 平均視聴率 22.4%（視聴率は関東地区・ビデオリサーチ社調べ） |                |                                           |            |        |

## 受賞
第1期
- 第12回橋田賞[13]
- 第38回ザテレビジョンドラマアカデミー賞[14]
  - 最優秀作品賞
  - 主演男優賞
  - 主題歌賞
  - 監督賞
  - 脚本賞
  - 劇中音楽賞
  - キャスティング賞

第2期
- 第15回橋田賞（吉田紀子）[15]

シリーズ
- 第44回ギャラクシー賞 特別賞

## DVD&Blu-ray
- コンプリート版Blu-ray BOX（1期（全11話）、特別編（1夜、2夜）、2004（前編、後編）、2期（全11話））（2022年11月16日発売）
- 映画「Dr.コトー診療所」（2022年公開）DVD＆Blu-ray（2023年7月21日(金)発売）

## 劇場版
集大成にしてシリーズ完結編となる劇場版が2022年12月16日に公開された。

### キャスト
五島健助（ごとうけんすけ）
演 - 吉岡秀隆
コトーの愛称で親しまれる志木那島診療所の医師。19年前に正一に招かれ島のたった一人の医師として約20年間、島民全員の命を背負ってきた。彩佳と数年前に結婚しもうすぐ父親となるが、坂野から近隣諸島との医療統廃合に伴い拠点病院で働かないかと相談される。そうなれば20年間住んでいた島を離れることになる。さらに肘や手首に黒い痣が見られ判斗から骨髄細胞の採取、鳴海に精査を依頼、急性骨髄性白血病と診断される。島での治療を彩佳や正一、昌代に伝え本土での治療を勧められる。しかし台風の影響により診療所に急患が運ばれのぶおじの治療中に倒れてしまうも剛利、島民らの声掛けに応じ心筋梗塞となった美登里の手術をこなした。

五島彩佳（星野彩佳）（ごとう / ほしのあやか）
演 - 柴咲コウ
志木那島診療所の看護師で正一と昌代の娘。16年前に理学療法士の資格を取得するために東京に行くが病院の検査で乳がんが発覚。コトーの執刀で手術は成功。現在はコトーと数年前に結婚し現在、妊娠7か月の妊婦。コトーの急性骨髄性白血病が伝えられ泣き崩れる。台風の影響で急患が運ばれる診療所で陣痛で座り込んでしまう。
原剛利（はらたけとし）
演 - 時任三郎
漁師で剛洋の父。16年前、剛洋の学費を稼ぐために一度は本土に出稼ぎに出るが再び漁師として島で働き始める。剛洋が医師になることを応援している。現在も漁師として働くが漁船事故で歩行困難となり、その後リハビリの甲斐あって松葉杖で歩行が可能となった。台風で運ばれる診療所で病で倒れたコトーに向け声掛けをする。
西山茉莉子（にしやままりこ）
演 - 大塚寧々
食事処まりの経営者で竜一の母。訳あって竜一とは離れて暮らしている。現在は電話で連絡を取り合う親子となり「東京に来ない？」と誘われる。剛洋の勤める病院の事件により東京の警察が志木那島内で剛洋を探していることを、竜一から知らされる。
織田判斗（おだ はんと）
演 - 髙橋海人
東京の大病院の御曹司で志木那島診療所の新米医師。チャラい見た目と振る舞いから軽い性格と思われてなかなか島民たちに受け入れてもらえないが、実際はシビアな現実主義者。コトーからマルクを頼まれ彼の急性骨髄性白血病を知り、正一・重雄・那美・坂野からコトーが完治するまでの間、診療所を頼まれるも、離島医療に対して否定的な意見を伝えたり、診療所に台風で運ばれる急患に対して「助かる見込みのない患者は諦める」と口にしたり、心肺停止ののぶおじを心臓マッサージをする中コトーと彩佳が倒れてしまい、離島医療の現状を目の当たりにし泣き崩れてしまう。しかし島民の声掛けで手術をこなしたコトーに一礼する。劇場版でシリーズ初の出演。
西野那美（にしの なみ）
演 - 生田絵梨花
数年前から勤務する、島出身の志木那島診療所の看護師。美登里の孫。彩佳の背中を追い診療所のスタッフとして日々コトーや和田をサポートしている。コトーの病のことで一度、判斗と言い合いになるが、台風で運ばれる急患を救うために奔走した。劇場版でシリーズ初の出演。
星野正一（ほしのしょういち）
演 - 小林薫
彩佳の父、昌代の夫。元村役場の民生課課長。現在は定年退職。彩佳の妊娠で名前を決める際に自身の名前の「正一」で正しばり、一しばりで時折彩佳からやめてほしいと言われてしまうも、孫の誕生を楽しみにしている。しかしコトーの急性骨髄性白血病を伝えられ、責任を感じてしまう。
安藤重雄（あんどうしげお）
演 - 泉谷しげる
元漁労長でリカの父。引退後も漁業協同組合のご意見番。シゲさんの愛称で親しまれる。19年前にコトーにまだ心を許していなかったが、妊娠したリカの息子を取り上げたことがきっかけに次第に信頼するようになる。コトーの病気を知り「絶対治る」と希望の一方で心配している。
和田一範（わだかずのり）
演 - 筧利夫
市町村合併で現在は環境開発課勤務の志木那島支所（旧村役場）の職員。元志木那島診療所の事務長。今もなお診療所とコトーをサポートしている。またミナと結婚し5人の子を育てる父親でもある。
星野昌代（ほしのまさよ）
演 - 朝加真由美
彩佳の母、正一の妻。18年前に脳出血で倒れ、その後遺症で右半身麻痺となり話すことや歩行が困難となるも、リハビリの甲斐あって単語での会話・杖での歩行が出来るようになった。病気が明かされたコトーに対して「生きて、生きて」と彼の手を握りながら伝える。
坂野孝（さかのたかし）
演 - 大森南朋
志木那島支所（旧村役場）の職員。現在は正一に代わり島の医療のために動き回る立場にある。また近隣諸島との医療統廃合の話をコトーに伝え、島を出て、離島医療を目指す医師へ伝えないかと相談する。
原剛洋（はらたけひろ）
演 - 富岡涼
剛利の息子。16年前、コトーに憧れ医者を目指し中学受験をするため親戚を頼って上京する。無事私立中学に入学するが、周りの環境やレベルの違いで一度は「学校を辞めたい」とコトーに伝えたこともあった。医者を目指していたが、成績が落ちて奨学金が打ち切られ大学を中退して医者になれなかったことを、志木那島に帰島しコトーと彩佳、剛利、邦夫に伝えた。また夜勤の事務員として勤務していた病院での医療事故で島に刑事が事情聴衆でやってくる。コトーが病気で倒れた際、諦めた判斗の代わりに心肺停止となったのぶおじの心臓マッサージを自ら進んで行い心肺蘇生に成功する。演じた富岡は芸能活動引退後、本作のためだけに復帰し撮影に挑んだ。
鳴海慧（なるみけい）
演 - 堺雅人
青華大学医学部附属病院の医師。コトーの旧友で、16年前彩佳の主治医を担当した。コトーから骨髄細胞の精査を依頼され、すぐにでも自分の病院での治療を勧める。
杉本竜一（すぎもとりゅういち）
演 - 神木隆之介
茉莉子の息子。東京在住で通信社勤務。19年前に茉莉子に会うために志木那島に一人でやって来る。今では電話で連絡を取り合う親子だが、剛洋の病院の事件のことを茉莉子に伝える。2003年のゲスト出演以来、19年ぶりの出演。
安藤リカ（あんどうりか）
演 - 伊藤歩
重雄の娘。19年前の帰省の際、息子を出産。一度は島で暮らすと決めたが再び本土に渡った。2003年のゲスト出演以来、19年ぶりの出演。
和田ミナ（仲依ミナ）（わだ／なかいみな）
演 - 蒼井優
和田一範の妻で志木那島診療所の元看護師。現在は和田と結婚し5人の子供を育てる。2006年以来、16年ぶりの出演。
元木渡（もときわたる）
演 - 山西惇
漁師。漁業協同組合漁労長。
山下努（やましたつとむ）
演 - 船木誠勝
漁師。かつて家族をコトーに救われたことがある。
西野美登里（にしのみどり）
演 - 藤田弓子
助産師で那美の祖母。
山下邦夫（やましたくにお）
演 - 前田公輝
剛洋の幼馴染で漁師。16年前に剛利の漁船に乗せてもらっている。
中村三郎（なかむらさぶろう）
演 - 坂本長利
志木那島の元村長。今もなお島民からは「村長」と呼ばれている。
山下伸夫（やましたのぶお）
演 - 中丸新将
末期がんの患者。現在は自宅療養を行う。

### 概要
2003年、フジテレビの木曜10時枠で放送された連続ドラマ「Dr.コトー診療所」。第1期の平均視聴率は19%、最高視聴率は22.3%の大ヒットとなった。続く第2期の平均視聴率は22.4%、最高視聴率は25.9%を記録した。第1期、Dr.コトー診療所特別編、Dr.コトー診療所2004、第2期の放送を経て劇場版では16年ぶりに集大成にして完結編となる、Dr.コトー診療所の“今”を描く。
出演者としてコトーこと五島健助役に吉岡秀隆、診療所の看護師の五島彩佳役に柴咲コウをはじめ時任三郎、大塚寧々、大森南朋、朝加真由美、泉谷しげる、筧利夫、小林薫がドラマ時代から続けて続投し、一度は芸能界から引退した富岡涼が今作のためだけに復帰した（ただし、山下邦夫役はドラマ時代では春山幹介が演じていたが、劇場版では前田公輝に変更された）。さらに劇場版から新たな登場人物として新米医師に高橋海人、島出身の看護師に生田絵梨花が出演。本作の監督を務めたのはドラマシリーズから演出を務めた中江功、脚本は同じく吉田紀子。そして主題歌はドラマシリーズからの中島みゆきの「銀の龍の背に乗って」。撮影現場はドラマシリーズから変わらない沖縄県与那国島を舞台としている（作中の島名は志木那島としている）。

### ストーリー
2022年、日本の西の端に位置する孤島・志木那島に19年前、正一に招かれ東京から来島したDr.コトーこと五島健助は以来、島のたった一人の医師として島民全ての命を背負ってきた。長い年月をかけ、島民はコトーにコトーは島民に信頼を寄せ今や彼は島にとってかけがえのない存在になり家族となった。また数年前にコトーは彩佳と結婚し、彩佳は現在妊娠7か月を迎えもうすぐコトーは父親となる。
そんな中、志木那島診療所はコトー、彩佳、和田、新米医師に織田判斗、数年前から診療所に勤務する島出身の看護師・西野那美と共に切り盛りしていた。しかし、2022年現在日本の多くの地方がそうであるように、志木那島もまた過疎高齢化が進んでいた。財政難にあえぐ近隣諸島との医療統合の話が持ち上がりコトーに島を出て拠点病院で働かないかと提案を出す。そうなればコトーは長年暮らした島を出ていくことになる。それが島の未来のためだと理解しながらもコトーは返事を出来ずにいた。
そんな折、コトー自身にも異変が起き、島には次第に近づく台風。毎年台風の通り道となる志木那島だが、想定外の被害がもたらされていることが役場に入ってくる。次々と診療所に運び込まれる急患。限られた医療体制で対応を強いられる診療所はまるで野戦病院と化す。そして再び、コトーたちは“家族”である島民たちの優しさと人との命の尊さに向き合い葛藤することになる。

### 公開後
- 2022年12月16日から2023年1月4日までの公開20日目にして、観客動員数123万人、興行収入16億円を突破するヒットを記録した[24]。

- 2023年1月16日、公開から1か月で興行収入20億円を突破した。

- 2023年7月21日に映画版のDVD＆Blu-ray（各通常版、豪華版）が発売された。

### テレビ放送
- 2024年1月3日（水）21時から（フジテレビ）